# Muhyiddin-Molla-Fenari-Moschee
Die Muhyiddin-Molla-Fenari-Moschee (auch Çukurcuma Camii – Freitagssenkenmoschee) befindet sich im Bezirk Beyoğlu von Istanbul, im Stadtviertel Firuzağa Mahallesi bzw. in der Nachbarschaft Çukurcuma.
Während der Eroberung von Konstantinopel (1453) soll Sultan Mehmed II. der Eroberer in der Talsenke ein Freitagsgebet initiiert haben. Die türkischen Wörter "çukur" für Senke (eigentlich Grube) und "cuma" für Freitag führten zur noch heute geläufigen Bezeichnung "Çukurcuma". Der Ursprungsbau der Moschee wurde zwischen 1541 und 1547 im Auftrag von Şeyhülislam Fenerizade Muhyiddin Mehmet Efendi durch den Architekten Mimar Sinan errichtet. Der heutige Bau ist erst weit später errichtet worden und hat wenig architektonischen Wert.
Die Moschee ist ein quadratischer Holz- und Steinbau und ist auf einem 300 m² großen Grundstück gelegen. Ein Holzdach ohne Kuppel bedeckt das Gebetshaus. Es hat ein Minarett mit einem Balkon.
Gegenüber der Moschee befindet sich der Ömer-Ağa-Brunnen aus dem Jahr 1720.